# Eugenio Asensio
Eugenio Asensio Barbarin (Murieta, Navarra, 2 de junio de 1902-septiembre de 1996) fue un filólogo, humanista, cervantista y crítico literario español.

## Biografía
Estudió en Madrid Filosofía y Letras y allí se doctoró con una tesis sobre el pensamiento de Quevedo. Fue ayudante de cátedra en latín. Aprendió lenguas clásicas y modernas y el griego lo perfeccionó en Berlín en cursos con Ulrich von Wilamowitz-Moellendorff, James George Frazer, de Paul Maas y Werner Wilhelm Jaeger. Hablaba excelentemente lenguas románicas, inglés, alemán y ruso. También griego moderno. Acumuló una profunda erudición humanística y fue catedrático de instituto por oposición, pero no ejerció la docencia universitaria. Empezó a publicar tarde, hacia los cincuenta años; se le oía decir: «Si no tengo tres cosas que decir que no sabe absolutamente nadie, cierro el pico». Cada trabajo suyo hacía avanzar los estudios en la materia y se constituía en clásico. Publicó reseñas, documentos desconocidos y ediciones de raros, también una gran edición de los Entremeses de Cervantes. 
Sus últimos días los pasó retirado en Portugal. Fue amigo de Dámaso Alonso y de Marcel Bataillon. Le interesaron especialmente la espiritualidad del Siglo de Oro, el Humanismo, la retórica, la teoría literaria y la crítica textual. Investigó en especial sobre Francisco de Quevedo y fray Luis de León y dedicó un estudio definitivo al género teatral del entremés.

## Obras
- "La carta de Gonzalo Fernández de Oviedo al cardenal Bembo sobre la navegación del Amazonas", Revista de Indias,9:1-38, Madrid, 1949.
- "El erasmismo y las corrientes espirituales afines (conversos, franciscanos, italianizantes", Revista de Filología Española, XXXVI (1952), pp. 31-99.
- Poética y realidad en el cancionero peninsular de la Edad Media, Madrid: Gredos, 1970.
- Itinerario del entremés desde Lope de Rueda a Quiñones de Benavente. Con cinco entremeses inéditos de D. Francisco de Quevedo, Madrid: Gredos, 1971.
- La España imaginada de Américo Castro, Barcelona: El Albir, 1976.
- Con Juan Alcina Rovira, Paraenesis ad litteras. Juan Maldonado y el humanismo español en tiempos de Carlos V, Madrid: Fundación Universitaria Española, 1980
- Cancionero musical luso-español del siglo XVI antiguo e inédito, Salamanca: Departamento de Literatura Española, Universidad de Salamanca, 1989.
- La España imaginada de Américo Castro, segunda edición corregida y aumentada, Barcelona: Crítica, 1992.
- De Fray Luis de León a Quevedo y otros estudios sobre retórica, poética y humanismo Salamanca: Universidad de Salamanca, 2005.
- "Breve réplica a don Américo de Castro", en Ínsula: Revista de letras y ciencias humanas, ISSN 0020-4536, N.º 499-500, 1988, pág. 10
- "Reloj de arena y amor en la poesía de Quevedo (fuentes italianas y derivaciones españolas)", en Dicenda: Cuadernos de filología hispánica, ISSN 0212-2952, N.º 7, 1988, pags. 17-32
- "Fray Luis de León y la Biblia", en Edad de oro, ISSN 0212-0429, Vol. 4, 1985, págs. 5-32
- "Un Quevedo incógnito: Las silvas", en Edad de oro, ISSN 0212-0429, Vol. 2, 1983, págs. 13-48.
- "Notas sobre la historiografía de Américo Castro (Con motivo de un artículo de A. A. Sicroff)", en Anuario de estudios medievales, ISSN 0066-5061, N.º 8, 1972‑1973, págs. 349-394
- "La peculiaridad literaria de los conversos", en Anuario de estudios medievales, ISSN 0066-5061, N.º 4, 1967, págs. 327-354
- "El ramismo y la crítica textual en el círculo de Luis de León: carteo del Brocense y Juan de Grial", en VV. AA., Fray Luis de León: [Actas de la I Academia Literaria Renacentista, Salamanca 10-12 de diciembre de 1979, coord. por Víctor García de la Concha, 1991, ISBN 84-7481-139-2, pags. 47-76.
- "Tendencias y momentos en el humanismo español", en VV. AA., Historia y crítica de la literatura española, coord. por Francisco Rico Manrique, Vol. 2, Tomo 2, 1991 (Siglos de Oro, Renacimiento : primer suplemento coord. por Francisco López Estrada), ISBN 84-7423-488-3, págs. 26-35
- "Tramoya contra poesía: Lope atacado y triunfante (1617-1622)", en VV. AA., Lope de Vega: el teatro, coord. por Antonio Sánchez Romeralo, Vol. 1, 1989, ISBN 84-306-2192-X, págs. 229-248.
- "El Inca Garcilaso: dos tipos coetáneos de historia", en VV. AA., Historia y crítica de la literatura hispanoamericana, coord. por Cedomil Goic, Vol. 1, 1988 (Época colonial), ISBN 84-7423-350-X, págs. 177-181.
- "Censura inquisitorial de libros en los siglos XVI y XVII: Fluctuaciones. Decadencia", en VV. AA., El libro antiguo español: actas del Primer Coloquio Internacional, (Madrid, 18 al 20 de diciembre de 1986), coord. por Pedro Manuel Cátedra García, María Luisa López-Vidriero Abello, 1988, ISBN 84-7481-503-7, págs. 21-36.
- "Cipriano de la Huerga, maestro de Fray Luis de León", en VV. AA., Homenaje a Pedro Sáinz Rodríguez, Vol. 3, 1986 (Estudios históricos), ISBN 84-6392-262, págs. 57-72
- "Un poeta en la cárcel. Pedro de Orellana en la Inquisición de Cuenca", en VV. AA., Homenaje a José Manuel Blecua: ofrecido por sus discípulos, colegas y amigos, 1983, ISBN 84-249-0872-4, págs. 87-98.
- Con M. J. Woods, "Formas y contenidos: la silva y la poesía descriptiva", en VV. AA., Historia y crítica de la literatura española coord. por Francisco Rico Manrique, Vol. 3, Tomo 1, 1983 (Siglos de Oro, Barroco coord. por Aurora Egido), ISBN 84-7423-193-0, págs. 676-684.
- Los entremeses, en VV. AA., Historia y crítica de la literatura española coord. por Francisco Rico Manrique, Vol. 2, Tomo 1, 1980 (Siglos de Oro, Renacimiento coord. por Francisco López Estrada), ISBN 84-7423-139-6, pags. 647-650
- "En torno a Erasmo y España", en VV. AA., Historia y crítica de la literatura española coord. por Francisco Rico Manrique, Vol. 2, Tomo 1, 1980 (Siglos de Oro, Renacimiento, coord. por Francisco López Estrada), ISBN 84-7423-139-6, págs. 71-84
- "Lope de Rueda y la creación del entremés", en VV. AA., Historia y crítica de la literatura española coord. por Francisco Rico Manrique, Vol. 2, Tomo 1, 1980 (Siglos de Oro, Renacimiento coord. por Francisco López Estrada), ISBN 84-7423-139-6, págs. 569-572
- "Folclore y paralelismo en la cántiga de amigo", en VV. AA., Historia y crítica de la literatura española, coord. por Francisco Rico Manrique, Vol. 1, Tomo 1, 1979 (Edad Media coord. por Alan Deyermond), ISBN 84-7423-114-0, págs. 76-77.
- "El diseño de Fonte frida", en VV. AA., Historia y crítica de la literatura española, coord. por Francisco Rico Manrique, Vol. 1, Tomo 1, 1979 (Edad Media, coord. por Alan Deyermond), ISBN 84-7423-114-0, págs. 285-288
- "Textos nuevos de Lope en la parte XXV "extravagante" (Zaragoza 1631): la historia de mazagatos", en VV. AA., Homenaje a la memoria de Don Antonio Rodríguez-Moñino: 1910-1970, 1975, ISBN 84-7039-175-5, págs. 59-80.
- "Entremeses", en VV. AA., Suma Cervantina, coord. por Edward C. Riley, Juan Bautista Avalle-Arce, 1973, ISBN 0-900411-66-X, págs. 171-197 .